# Пирожков Сергій Іванович
Сергі́й Іва́нович Пирожко́в (20 червня 1948, Київ) — український науковець та дипломат. Доктор економічних наук (1991), професор (1994), академік Національної академії наук України (2000). Надзвичайний і Повноважний Посол України у Республіці Молдова. Заслужений діяч науки і техніки України (2003), лауреат Державної премії України в галузі науки і техніки (2002).
З квітня 2015 року — віцепрезидент Національної академії наук України, голова Секції суспільних і гуманітарних наук, член Президії НАН України.

## Життєпис

### в УРСР
Народився 20 червня 1948 р. у Києві. У 1969 році закінчив Київський інститут народного господарства. Володіє французькою мовою.
- 1970—1973 рр. — аспірант, Київський інститут народного господарства.
- 1974—1976 рр. — молодший науковий співробітник, Інститут економіки Академії наук України.
- 1976—1990 рр. — вчений секретар Відділення економіки Академії наук України, заступник начальника науково-організаційного відділу, Президія Академії наук України.
- 1990—1991 рр. — завідувач відділу, Інститут економіки Академії наук України.

### В Україні
- 1991—1997 рр. — директор-організатор, директор Національного інституту стратегічних досліджень при Президенті України.
- 1997—2001 рр. — директор Національного інституту українсько-російських відносин.
- 2001[4]-2005[5] рр. — заступник Секретаря Ради національної безпеки й оборони України — директор Національного інституту проблем міжнародної безпеки.
- З 19.10.2005[6] по 17.03.2007[7] рр. — заступник Секретаря Ради національної безпеки і оборони України з питань безпеки у зовнішньополітичній сфері — директор Національного інституту проблем міжнародної безпеки.
- З березня 2007[8] по 29 жовтня 2014[9] рр. — Надзвичайний і Повноважний Посол України в Республіці Молдова. Член групи щодо взаємовідносин із Придністров'я [10].
- 31 травня 2016[10] - Леонід Кучма повідомив про участь Сергія Пирожкова у політичній підгрупі тристоронньої контактної групи у Мінську[11].

## Наукова діяльність
Автор 9 монографій, численних публікацій з проблем математичної демографії, аналізу вікової структури населення, концептуальних уявлень щодо відтворення трудового потенціалу, статистичних розрахунків втрат населення під час соціальних катастроф у 1930—1940 рр. Ініціатор розвитку в демографічній науці наукового напряму — аналізу людських ресурсів з точки зору оцінки їх потенційних можливостей, основ теорії трудового потенціалу як складової відкритої соціосистеми. Удосконалив методи демографічного прогнозування, обґрунтування сценаріїв ретроспективного та перспективного прогнозів демографічних процесів, визначення демографічних перспектив формування ринку праці. С. І. Пирожков започаткував проведення наукових досліджень в Україні, які передбачають прогнозування суспільних явищ на основі комплексної оцінки системи взаємопов'язаних параметрів економічної, демографічної, соціальної, безпекової та військової політики.
У 2000 році Сергій  Пирожков був опонентом докторської дисертації Віктора Януковича.

## Нагороди та відзнаки
- Нагороджений орденом «За заслуги» ІІІ ступеня (1998).
- Лауреат Державної премії в галузі науки і техніки (2002).
- Заслужений діяч науки і техніки України (2003).
- Нагороджений орденом «За заслуги» ІІ ступеня (2008).
- Відзнака Президента України — ювілейна медаль «25 років незалежності України» (2016).[14]